# Dillon Gee
Dillon Kyle Gee (ur. 28 kwietnia 1986) – amerykański baseballista, który występował na pozycji miotacza.

## Przebieg kariery
Gee studiował na University of Texas at Arlington, gdzie w latach 2005–2006 występował w drużynie uniwersyteckiej Texas-Arlington Mavericks. Został wybrany w 2007 roku w 21. rundzie draftu przez New York Mets i początkowo występował w klubach farmerskich tego zespołu, między innymi w Buffalo Bisons, reprezentującym poziom Triple-A. W Major League Baseball zadebiutował 7 września 2010 w meczu przeciwko Washington Nationals, w którym zanotował pierwsze zwycięstwo w MLB. 23 czerwca 2015 został przesunięty do Las Vegas 51s z Triple-A.
19 grudnia 2015 podpisał niegwarantowany kontrakt z Kansas City Royals. 15 marca 2016 został powołany do 40-osobowego składu Royals na występy w MLB. 17 stycznia 2017 podpisał niegwarantowaną umowę z Texas Rangers. 22 czerwca 2017 został zawodnikiem Minnesota Twins.
W styczniu 2018 podpisał roczny kontrakt z występującym w Nippon Professional Baseball Chunichi Dragons.